# Pelc nad Klonicami
Il monte Pelc nad Klonicami  con 2.442 m s.l.m. è una cima della Catena Mangart-Jalovec.